# 福娃
福娃是2008年在北京舉行的第29屆奧運會的吉祥物，设计者是吳冠英、韩美林等人。於2005年11月11日、距離該屆奧運會開幕恰好1000天時正式發布問世。

## 象徵
福娃共有五個小夥伴，分別叫做：「福娃貝貝」、「福娃晶晶」、「福娃歡歡」、「福娃迎迎」、「福娃妮妮」，這五個名字連起來即諧音「北京歡迎你」。福娃五夥伴分別代表著奧運五環的藍、黑、紅、黃、綠五色，並化裝為鯉魚、大熊貓、奧林匹克聖火、藏羚羊、北京燕子的形象，並飾有中國傳統藝術的圖紋，各象徵「繁榮」、「歡樂」、「激情」、「健康」、「好運」，向世界傳遞友誼、和平、進取之精神及人與自然和諧相處之願望。
除奧運聖火，福娃夥伴的形象都採自中國的特有物產或中華文化的特有符號，並聯繫海洋、森林、陸地、天空等自然要素。福娃五夥伴也依次分別應和五行中水、木、火、土、金五個元素。

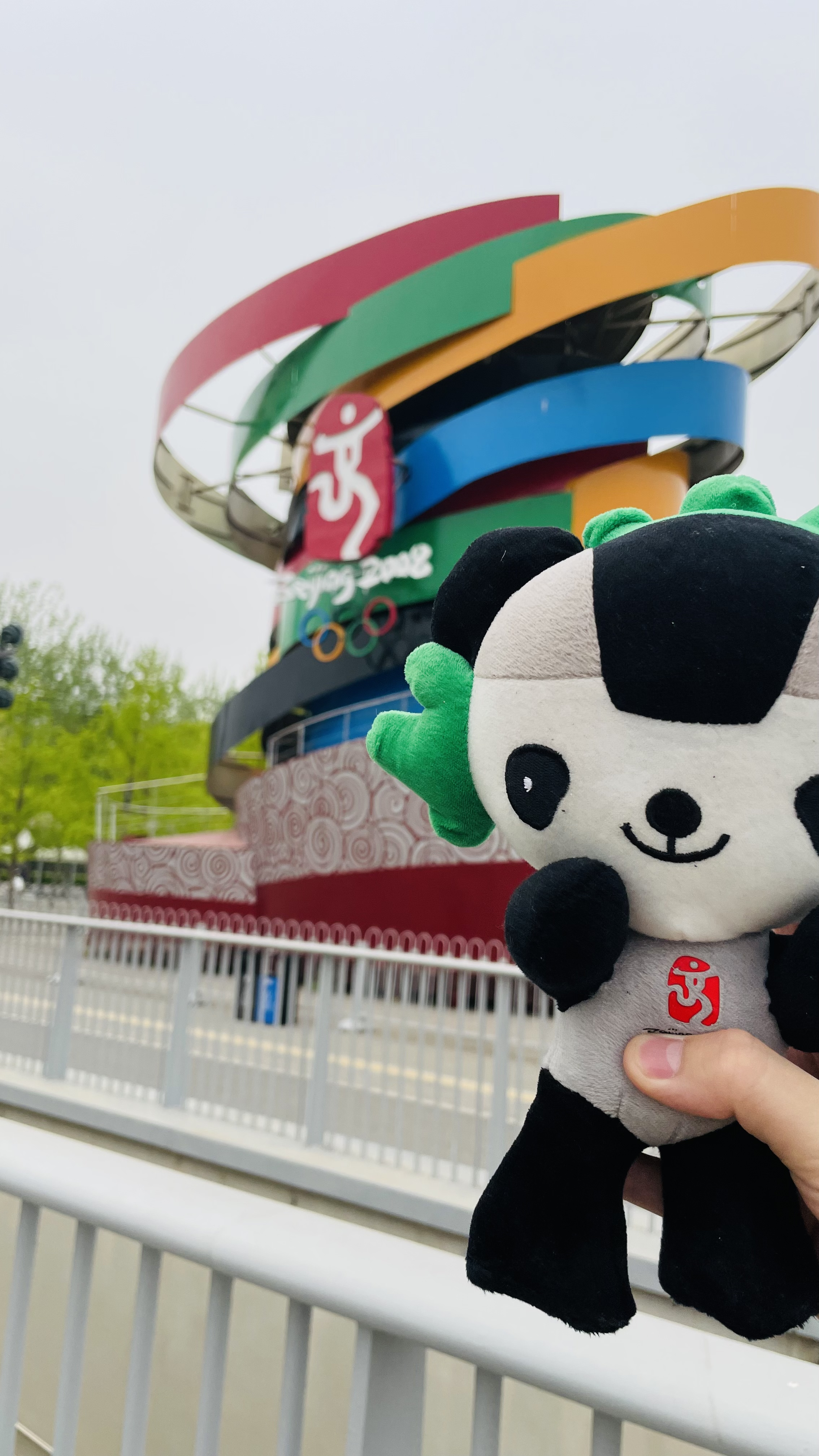
福娃晶晶（拍摄于北京奥林匹克公园）

| 名字 | 性別 | 顏色 | 排名 | 形象         | 性格     | 寓意 | 代表運動 | 來自中華文化的靈感                             |
| --- | ---- | ---- | ---- | ------------ | -------- | ---- | -------- | ---------------------------------------------- |
| 貝貝 | 女   | 藍   | 4    | 鯉魚         | 溫柔純潔 | 繁榮 | 水上項目 | 中國傳統年畫「連年有魚」與新石器時代的魚紋圖案 |
| 在中国传统文化中，魚和水代表豐收、富足。「鯉魚跳龍門」則表示事業有成、美夢成真。「魚」跟「餘」同音，有「吉慶有餘」、「年年有餘」之意。贝贝的头部纹饰是新石器时代半坡遺址中出現的魚紋圖案。另根據吳冠英所述，貝貝在福娃中排行老四。 |      |      |      |              |          |      |          |                                                |
| 晶晶 | 男   | 黑   | 2    | 大熊貓       | 憨厚樂觀 | 歡樂 | 力量項目 | 大熊貓與宋朝瓷器的蓮花造型                     |
| 大熊貓是中國國寶。晶晶來自森林，象征人与自然的和谐共存。他的头部纹饰源于宋朝瓷器上常有的莲花瓣形。另根據吳冠英所述，晶晶在福娃中排行老二。                                                                                         |      |      |      |              |          |      |          |                                                |
| 歡歡 | 男   | 紅   | 1    | 奧林匹克聖火 | 外向奔放 | 熱情 | 球類項目 | 敦煌壁畫的火焰紋樣                             |
| 歡歡象征着运动的激情，传递「更快、更高、更強」的奥林匹克精神以及北京奧運會對世界的熱情。他的头部纹饰源于敦煌壁画。另根據吳冠英所述，歡歡是福娃家族中的老大。                                                                       |      |      |      |              |          |      |          |                                                |
| 迎迎 | 男   | 黃   | 3    | 藏羚羊       | 機敏靈活 | 健康 | 田徑項目 | 藏羚羊與藏族繪畫                               |
| 藏羚羊是青藏高原特有的保护动物，机敏灵活、驰骋如飞。他的頭部紋飾有藏族的装饰风格。另根據吳冠英所述，迎迎在福娃中排行老三。 |      |      |      |              |          |      |          |                                                |
| 妮妮 | 女   | 綠   | 5    | 北京燕子     | 天真歡快 | 好運 | 體操項目 | 燕子與沙燕風箏                                 |
| 妮妮来自天空，是一只展翅飞翔的燕子，其造型创意来自北京传统的沙燕风筝。“燕”还代表燕京（古代北京的称谓）。妮妮把春天和喜悦带给人们，飞过之处播撒“祝您好运”的美好祝福。另根據吳冠英所述，妮妮是福娃家族中的小妹。                     |      |      |      |              |          |      |          |                                                |

## 外界评论
福娃吉祥物雖然都採用中國娃娃的形式，卻共有五個形體，此數目之多創下奧運會吉祥物歷史上的紀錄。历史上只有2000年悉尼奧運會、2004年雅典奧運會、1988年卡尔加里冬奧會、1994年利勒哈默尔冬奧會、1998年長野冬奧會的吉祥物有多個形象。
自吉祥物出臺后，不少市民前往搶購，造成部分地区吉祥物供不應求甚至缺貨。

### 正面
- 很多大陆网民评论福娃设计非常得体，而且五个福娃也象征着奥运的五环标志，能够充分体现奥运的精神。[來源請求]

### 反面
- 部分网民认为五个福娃太多，而且福娃的价格偏高，普通消费者实在难以承受[1]。

## 惡搞
隨著福娃的影響日增與北京奧運日近，眾多福娃的惡搞版本亦出爐，大部分都是改編自動漫人物，包括葫蘆娃；黑貓警長；哆啦A夢；天線寶寶；Keroro軍曹以及福娃八人版等。
在「福娃八人版」中，除了原有的五隻福娃外，還增加了头饰为鸭子的“丫丫”、头饰为蜻蜓的“婷婷”和头饰为出租车（的士）的“的的”。与前五个福娃连在一起，谐音为京式粗口“北京欢迎你丫挺的”。
2008年3月21日，香港支聯會利用福娃改頭換名以爭取平反六四事件。
另外，工會組織公平奧運2008亦把該吉祥物改編以爭取平等勞工待遇。

## 動畫製作
2007年10月1日，中國中央電視台聯同中共深圳市委宣傳部以及深圳市凤凰星影视传媒有限公司製作的同名動畫系列正式播映；首先是《福娃之貝貝的諾言》。陣容上起用了多位著名藝人——包括趙薇、王志文、蒋雯丽、姚晨、王姬、刘纯燕、董浩等人作配音演員；同時他們邀請了郑渊洁擔任編劇兼導演。可是，由於編劇犯下了多項錯誤（包括角色編排不平衡、故事偏向神話色彩），結果收視率一般，更令郑渊洁引咎辭職。中國中央電視台為了收復失地，決定製作該系列的第二作《福娃五連環》。
與此同時，是由北京電視台聯同旗下的北京卡酷动画衛視以及北京水晶石影視動畫科技有限公司製作的《福娃奧運漫遊記》就獲得了正面評價。同樣起用了多位著名藝人——包括香港人熟悉的張國立、陶虹、梅婷、金海心、張靚穎、曹穎、潘粵明、同時負責音樂一職的龔格爾、張楨、身兼總導演的曾傳京和陸建藝擔任配音演員；同時他們還邀請了著名編劇鄒靜之擔任此職。故事以輕鬆的手法表達了奧運會的歷史和運動員的奮鬥故事，以及角色間的微妙關係。由於這套動畫符合了公眾的需求，因此收視率節節上升，更獲得了多個獎項。同時，在2008年6月24日更被中国电影博物馆收入馆藏。

## 英文名稱
2006年10月17日，北京奥组委因受到兰州大学资环学院一位姓李的博士和多位網民的質疑而靜悄悄地將福娃的英語名称从「Friendlies」改为汉语拼音的「Fuwa」。由于“Friendlies”容易被解读为“friend lies”（朋友的谎言），再加上“Friendlies”和“Friendless”（没有朋友的）发音相近，故作出调整。